# Limnephilus femoralis
Limnephilus femoralis är en nattsländeart som beskrevs av Kirby in Richardson 1837. Limnephilus femoralis ingår i släktet Limnephilus och familjen husmasknattsländor. Arten är reproducerande i Sverige. Inga underarter finns listade i Catalogue of Life.